# 100 Rifles
100 Rifles és un western estatunidenc dirigida per Tom Gries el 1969

## Argument
A Mèxic, els indis iaqui són oprimits pel govern i l'exercit mexicà; Iaqui Joe, un aventurer, els procura cent fusells, i els porta al combat, amb l'ajuda de Lyedecker, policia que el buscava, per les atrocitats comeses pel general Verdugo, i… una mica enamorat de la Sarita (Raquel Welch).

## Repartiment
- Jim Brown: Lyedecker
- Raquel Welch: Sarita
- Burt Reynolds: Iaqui Joe Herrera
- Fernando Lamas: General Verdugo
- Dan O'Herlihy: Steven Grimes
- Eric Braeden: Tinent Franz Von Klemme (sota el pseudònim de Hans Gudegast)
- Michael Forest: Humara
- Aldo Sambrell: Sergent Paletes
- Soledad Miranda: noia a l'hotel